# スカイコーポレーション (芸能事務所)
株式会社スカイコーポレーション（英文社名；SKY CORPORATION CO.,LTD.）は、東京都渋谷区に本社を置く日本の芸能プロダクションである。

## 概要
1976年に現社長と夫で設立。登記上は夫（実質マネージャー）、事実上は妻が社長というミニナベプロ型経営で躍進した。森下愛子や竹田かほりなどが所属し、"若手俳優ならスカイ"とまで言われた。1979年柳町光男監督の『十九歳の地図』で脚光を浴びた本間優二と弟の本間憲が入社。女性社長は離婚し、本間優二との間に子供が生まれたため本間と再婚。『週刊明星』にこれをスッ破抜かれてスキャンダルになり、本間は1980年9月、東映芸能ビデオに移籍した。女性社長は所属女優に「恋愛は女性を成長させるからどんどんやりなさい」とハッパをかける進歩的な考えの持ち主だった。森下愛子は当時半同棲だった映画監督とは結婚せず、吉田拓郎と、竹田かほりは同じく半同棲だった甲斐よしひろと結婚している。本間憲は1991年に独立し、レヴィプロダクションズ（現・レプロエンタテインメント）を設立した。

## 所属タレント

### 男性タレント
- 杉浦タカオ
- マシュー・チョジック
- 石川善樹
- 金萬福
- 安達雅哉
- アンノユウキ
- 伊藤楽
- 塩屋准
- 中島トニー

### 女性タレント
- リア・ディゾン
- すみれ
- カイヤ
- ケイティ
- 秦瑞穂
- 祐真キキ
- 段文凝
- 奥田こころ
- 後藤希望
- 藤岡麻美
- 國元なつき
- 中川杏奈
- 二宮響子
- 佐藤逸香
- 鈴木一加
- 山本ナオミ
- 藤本ルナ
- 望月美緑

## かつての所属タレント
- 新井唯夫
- 青木ケイト → ジールアソシエイツに移籍後青木佳音(読み方同じ)に改名。
- あべ由紀子
- 阿部悦子
- 天川紗織
- Angela
- 池内ひろ美
- 井出洋介
- 石田純一
- 石井里弥
- 伊藤克信
- 宇沙美ゆかり
- 王理恵
- 大沢友里江
- 岡西里奈
- 小川菜摘→ オフィスPSC
- 加々美正史
- 5代目桂三木助
- 小林茂子
- 加藤智子（元SKE48）
- 加東希望
- 川崎希 (元AKB48) → ワタナベエンターテインメント
- 川田あつ子
- カン・ハンナ → ホリプロ
- 木内江莉
- 北岡龍貴
- 小山愛理
- 齋藤優里奈（ユリナリリー）
- CYBORG KAORI（サイボーグかおり）
- 佐藤彩香
- 佐藤さくら
- 奏谷ひろみ
- 杉山裕右
- 篠原友希子
- 白石みき
- 杉浦太陽 → TWIN PLANET
- スパイシー丸山
- 田尾安志
- 出村美苗（MINAE）
- 時任三郎
- ギャオス内藤
- ナガセケイ
- 永島敏行
- 中村美佳
- 中村れい子
- 奈美悦子→ オフィスPSC
- 西原さおり
- 葉加瀬マイ
- 袴田吉彦
- HIKO
- 久永れいは
- ビビアン・スー
- 星ひとみ
- 本間優二
- 正城慎太郎
- 増澤璃凜子
- Maggie Q
- 松下一矢
- 美景
- 山下真司
- 竹内力
- 山口祥行
- 山口剛
- RIKACO
- RIKIYA
- リサ
- リー・ウェイ
- バービィー・スー
- メーガン・ライ
- 水無昭善
- 湯元美咲(現:湯本美咲 アヴィラ所属)
- 村田佳壽子
- 観月ありさ → ライジングプロダクション
- 水野新太郎
- 萩原流行
- 山下翔央（元Ya-Ya-yah）
- 山下玲央（山下翔央の弟）
- 柳野玲子
- 矢部美穂 → サン・オフィス
- 森下愛子 → 竹田企画
- 丸山和也
- 星名美雨
- 渡辺祐子

## かつての関係者
- 本間憲（レプロエンタテインメントの社長）
- 小笠原明男 (A-teamの創業者）